# Singidunum
Singidunum fue una ciudad romana en la que habitaban primero los escordiscos en el siglo III a. C. y que luego la fortificaron y romanizaron los romanos. En ella nació, en 331, el emperador Joviano. Hoy en día es conocida como Belgrado (Beograd), la capital de la República de Serbia.

## Etimología
No se conoce el significado verdadero, aunque algunos especialistas proponen un origen del galo: singi (halcón) y donjon Dun (fortaleza), por lo que se traduciría literalmente como la fortaleza del halcón.
Otros la derivan de la tribu tracia de los sings que ocupó la zona antes de la llegada de los escordiscos.

## Historia
El área fue ocupada antiguamente por la tribu celta de los escordiscos que, en el punto donde el Sava desemboca en el Danubio, en la colina de Kalemegdan, fundaron un pueblo llamado Singidun ("fuerte redondo", en idioma celta), citado en las fuentes por primera vez en 279 a. C.

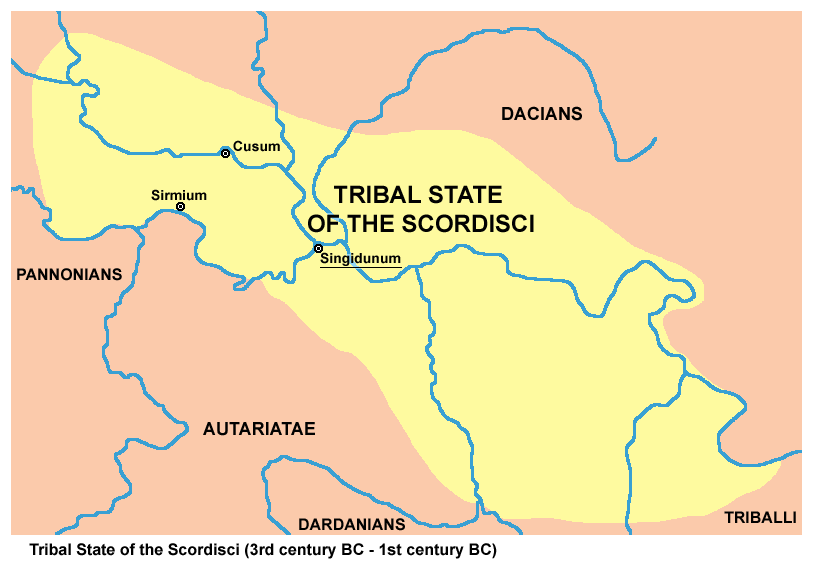
Territorio de los escordiscos

En el año 75 a. C., Cayo Escribonio Curión, procónsul de Macedonia, invadió el interior de los Balcanes hasta el Danubio, en un esfuerzo por expulsar a los escordiscos, dardanios, dacios y otras tribus. Los romanos obtuvieron victorias durante estas campañas, pero solo se quedaron brevemente, dejando la zona fuera del control romano.
No fue hasta el gobierno de Octavio, cuando Marco Licinio Craso, nieto del triunviro homónimo y entonces procónsul de Macedonia, finalmente estabilizó la región con una campaña que comenzó en el año 29 a. C.

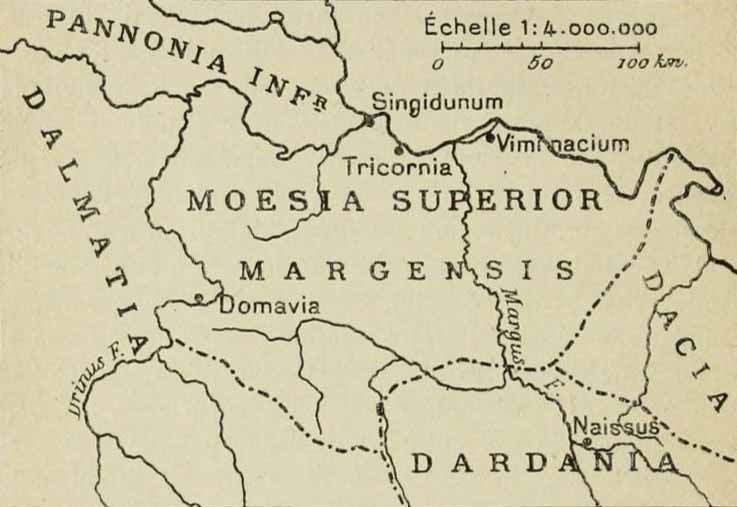
Moesia Superior

Moesia se organizó formalmente como provincia algún tiempo antes del año 6 d. C., cuando se hace la primera mención de su gobernador, Aulo Cecina Severo.
Singidun, ya romanizado como Singidunum, alcanzó su máximo apogeo después de la invasión dacia del año 86 d. C., cuando Domiciano asentó allí la Legio IV Flavia Felix. Se construyó la primera fortaleza de piedra. Los fragmentos de ese "castrum" muestran que tenía forma cuadrada y cubría el área de la actual Ciudad Alta.

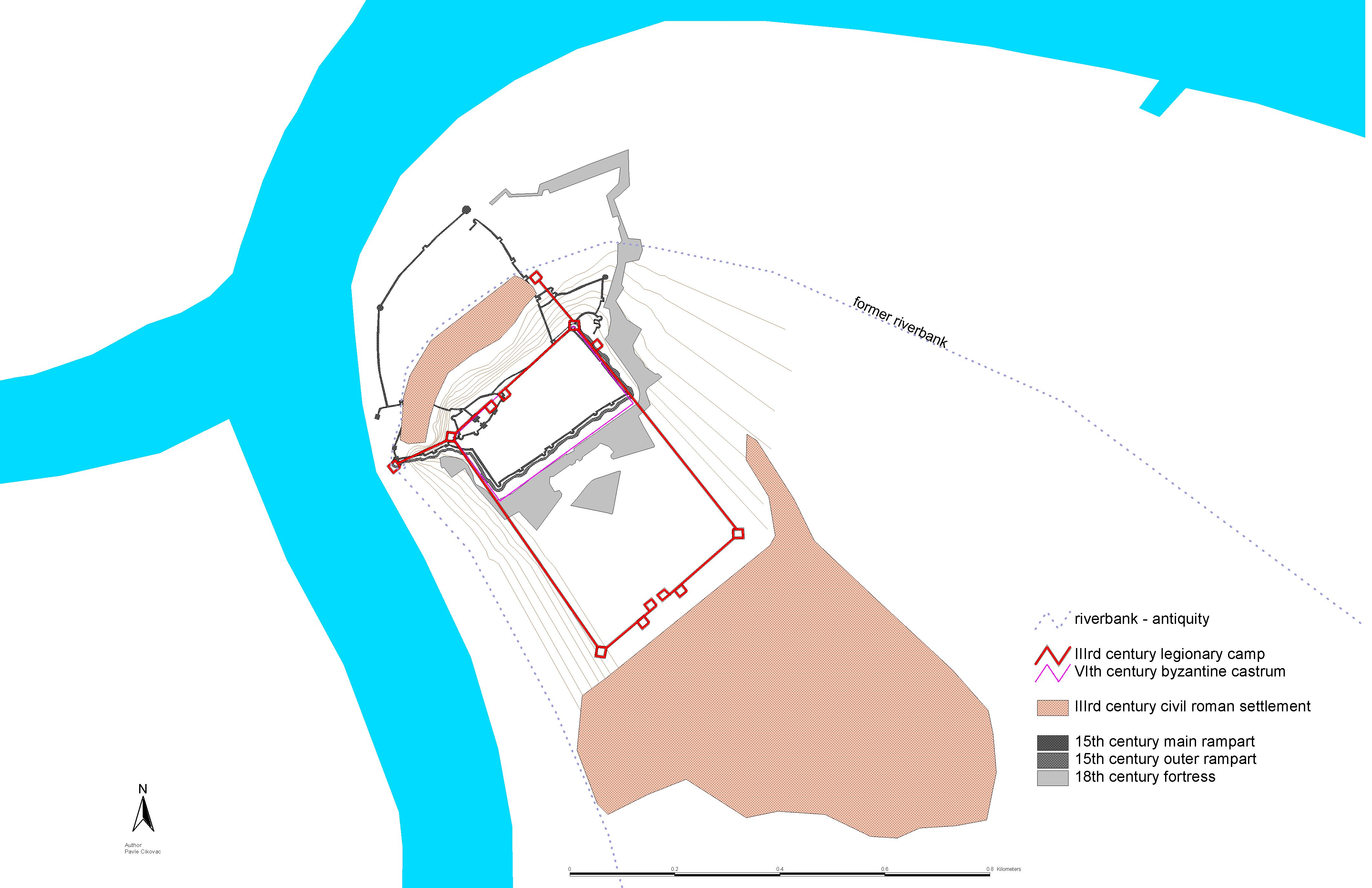
La ciudad de Singidunum y el campamento de la Legio IV Flavia Felix.

Como importante campamento militar romano, superó su condición de 
municipium y se convirtió en una colonia romana en el siglo II d. C. durante el gobierno del emperador Adriano, adquiriendo el estatus de ciudad y sus habitantes el de ciudadanos romanos.
Su importancia militar aumentó aún más en el siglo III, cuando el emperador Aureliano abandonó Dacia, y la Alta Moesia obtuvo nuevas fronteras a lo largo de la orilla derecha del Danubio.

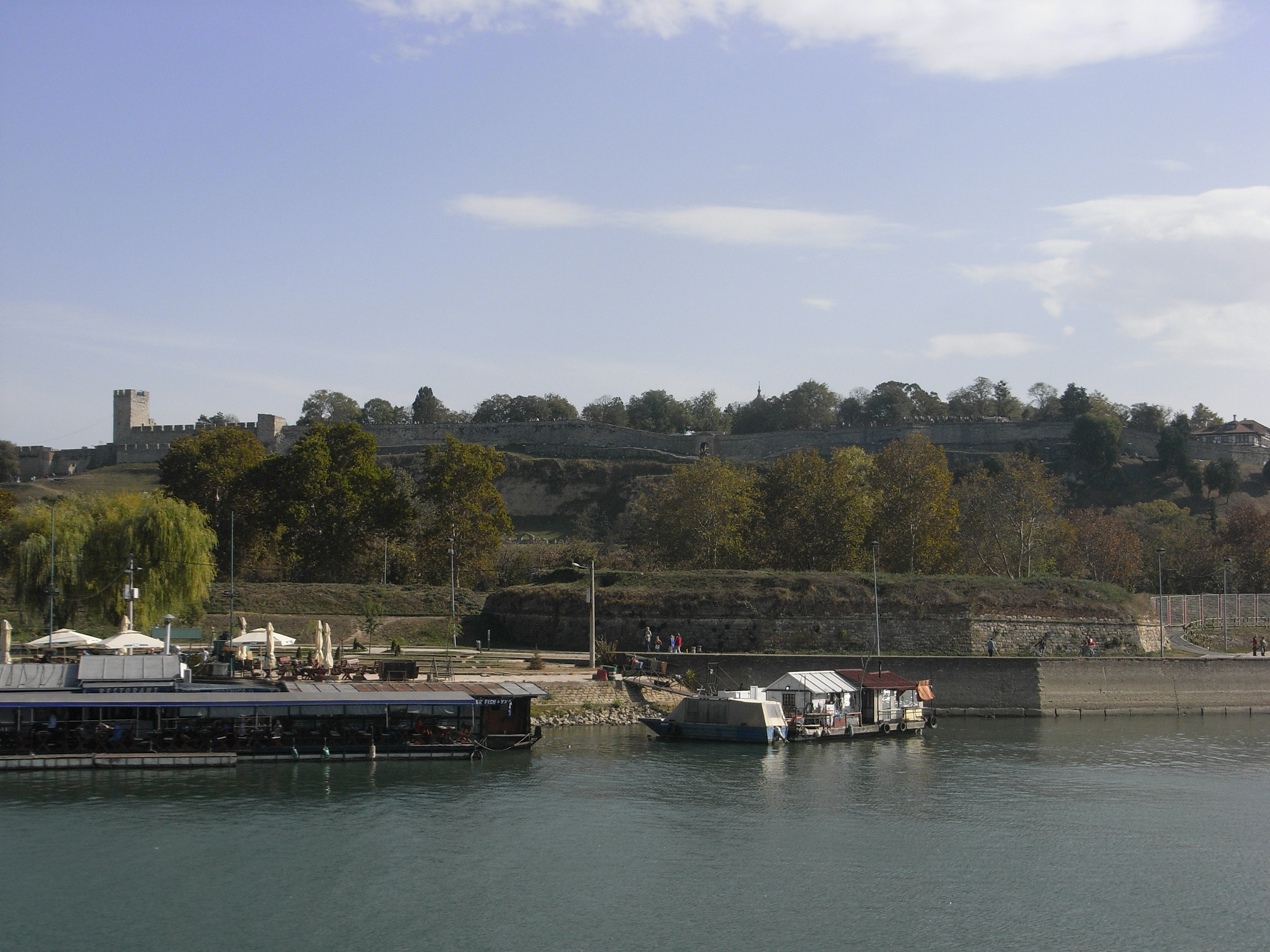
Singidunum-Kalemegdan

Entre Singidunum y Taurunum había un puente sobre el río Sava, que conectaba las dos ciudades y que formaba parte de la Via Militaris, una importante vía de comunicación que conectaba fortalezas y asentamientos a lo largo del Limes Moesiae o frontera del Danubio, desde Sirmium hasta Bizancio. De este modo, Singidunum se convirtió en un importante cruce de caminos para las provincias romanas de Moesia, Dacia, Panonia y Dalmacia. 
Singidunum se convirtió en un centro del cristianismo romano en la región y fue sede episcopal en el siglo IV, pero decayó gradualmente durante las invasiones de los bárbaros.
En el año 442 sufrió una invasión de los hunos, los cuales la quemaron hasta los cimientos.
Tras la caída de los hunos, la ciudad volvió a formar parte del Imperio bizantino en el año 454, pero pronto fue conquistada por los sármatas y, más tarde, por los godos orientales. Sin embargo, ya en el año 488 volvió a ser ciudad bizantina.
Los habitantes que quedaron encontraron refugio en el castrum en ruinas, que fue reforzado apresuradamente con material extraído de los edificios destruidos. Alrededor de este núcleo se desarrolló una ciudad fortificada, que sirvió como puesto fronterizo del Imperio Romano de Oriente.
Con la llegada de los eslavos, perdió su nombre original Singidunum por Beograd (ciudad blanca).